# اذهب، أيها الكلب، اذهب (كتاب)
جو، دوج. جو! (بالإنجليزية: Go, Dog. Go!)‏ هو كتاب للأطفال للكاتبة الأمريكي پى. دى. ايستمان، نشرت لأول مرة في 1961. بعد تعديلها أحداث الكتاب بشكل كبير، أصدرت نتفليكس سلسلة «هيا نتعلم معا» صدر في 26 يناير 2021.